# Bertrand Jacquillat
Bertrand Jacquillat est un économiste et chercheur français né le 11 avril 1944, spécialiste d'économie financière.

## Biographie

### Jeunesse et formation
Bertrand Jacquillat est diplômé d'HEC Paris et de l'Institut d'études politiques de Paris. Il est titulaire d'un MBA de la Harvard Business School.
Il complète ces diplômes par un doctorat en économie et gestion financière de l’université Paris-Dauphine. Il est reçu à l'agrégation des facultés de droit en 1980.

### Parcours professionnel
Il a enseigné à HEC Paris, à l'IEP de Paris, à la Graduate School of Business de l’université Stanford, à l’université de Lille, à l’Université de Berkeley, à l'INSEAD, à l'université de Vienne et à l’université Paris-Dauphine, où il a été vice-président du conseil scientifique.
Bertrand Jacquillat est membre du Cercle des économistes et membre du Conseil d'analyse économique auprès du Premier ministre.
Il est également président du comité scientifique de l’AFIC, l'association française des investisseurs en capital.
Il est le cofondateur du cabinet de conseil en analyse financière « Associés en Finance », qui centralise les prévisions des analystes financiers, dont il a été président-directeur général. Sa spécialité : systèmes d'information et de gestion des valeurs européennes permettant de battre les indices européens.